# Ayasha Shakya
Ayasha Shakya (28 de julio de 1987) es una deportista nepalí que compitió en taekwondo. Ganó una medalla de bronce en los Juegos Asiáticos de 2006, en la categoría de –59 kg.

## Palmarés internacional
| Juegos Asiáticos | Juegos Asiáticos | Juegos Asiáticos  | Juegos Asiáticos |
| Año              | Lugar            | Medalla           | Categoría        |
| ---------------- | ---------------- | ----------------- | ---------------- |
| 2006             | Doha (Catar)     | Medalla de bronce | –59 kg           |